# Brongniartia inconstans
Brongniartia inconstans är en ärtväxtart som beskrevs av Sereno Watson. Brongniartia inconstans ingår i släktet Brongniartia och familjen ärtväxter. Inga underarter finns listade i Catalogue of Life.